# Reinhard Skricek
Reinhard Skricek est un boxeur d'Allemagne de l'Ouest né le 4 janvier 1948 à Scholven.

## Carrière
Sa carrière amateur est principalement marquée par une médaille de bronze remportée aux Jeux olympiques de Montréal en 1976 en poids welters.

### Jeux olympiques
- Médaille de bronze en -67 kg aux Jeux de 1976 à Montréal

## Référence
1. ↑  (en) Résultats des Jeux olympiques 1976 (amateur-boxing.strefa.pl)